# Макарий (Озерецковский)
Игумен Макарий (в миру Яков Озерецко́вский; 1726, Российская империя — 3 [14] июня 1798, Лукианова пустынь) — игумен Русской православной церкви, настоятель Лукиановой пустыни Суздальской епархии в Александровском уезде Владимирской губернии.

## Биография
В течение многих лет был священником в церкви Николая Чудотворца в селе Озерецкое Дмитровского уезда Московской губернии.
Отец академика Николая Яковлевича Озерецковского, первого по времени обер-священника армии и флота Павла Яковлевича Озерецковского, переводчика, священника Кузьмы Яковлевича Озерецковского и Ивана Яковлевича Озерецковского. Дал возможность всем сыновьям получить образование.
Впоследствии был игуменом Лукиановой пустыни Суздальской епархии в Александровском уезде Владимирской губернии под именем Макарий.
Его дети Николай Яковлевич Озерецковский и Иван Яковлевич Озерецковский возвели над могилой отца памятник с эпитафией: «Над телом попечительнейшего настоятеля Лукиановой пустыни отца Игумена Макария, скончавшегося июня в 3 день 1798 г., на 73 г. от рождения, воздвигли памятник в знак сыновней любви сокрушающиеся о нём дети его Николай Яковлевич и Иван Яковлевич Озерковские (фамилия так в тексте)» (Лукианова пустынь Александров. у. Владим.).